# Ztraceni s GPS
Ztraceni s GPS (v anglickém originále Lost Verizon) je 2. díl 20. řady (celkem 422.) amerického animovaného seriálu Simpsonovi. Scénář napsal John Frink a díl režíroval Raymond S. Persi. V USA měl premiéru dne 5. října 2008 na stanici Fox Broadcasting Company a v Česku byl poprvé vysílán 13. září 2009 na stanici ČT2.

## Děj
Když ze sebe ředitel Skinner udělá na dálnici hlupáka, Milhouseovi se podaří scénu zachytit na svůj telefon. Zavolá většině svých přátel, aby viděli, jak Skinnera mlátí opilý Barney, ale Bartovi zavolat nemůže, protože nemá mobilní telefon. Nelson se Bartovi vysměje, že přišel o možnost vysmát se Skinnerovi. Bart požádá Marge o telefon; Marge mu vysvětlí, že vzhledem k tomu, že se pan Burns zbavil Homerova platu a nutí ho pracovat zadarmo, nemůže si dovolit ani mobil, ani vysněný výlet pro Lízu na Machu Picchu. Deprimovaný Bart se prochází kolem springfieldského golfového klubu a je zasažen golfovým míčkem. Naštvaně vyběhne na golfové hřiště, aby zjistil, kdo ho trefil, a zjistí, že to byl doktor Dlaha. Dlaha zaplatí Bartovi za míček dolar. Bart si uvědomí, že získáváním golfových míčků si může vydělat dost peněz na mobilní telefon. 
Bartova radost je přerušena, když školník Willie obviní Barta, že se mu plete do práce, a zabaví mu všechny golfové míčky. Nedaleko probíhá golfový turnaj celebrit. Denis Leary se chystá odpalovat, ale netrefí se, když mu ve stejnou chvíli zazvoní mobilní telefon. Leary zahodí svůj mobil, který přistane vedle Barta. Zatímco jde informovat Milhouse o svém novém telefonu, Bartovi zavolá producent Brian Grazer a požádá Learyho, aby si zahrál ve filmové adaptaci knihy Everyone Poops. Bart si uvědomí, že telefon patří Learymu, a vydává se za něj. Vtipkuje s barmany po celém světě a všechny peníze bostonského rodáka Learyho nechá utratit za čepice a dresy New York Yankees. Marge zaslechne Bartovu a Milhousovu rošťárnu, a když Milhouse přizná, že patří Learymu, zabaví a připraví se vrátit Bartův telefon Learymu. Leary mu zavolá na mobil a Marge to zvedne a omluví se za synovo chování. Leary, stále rozzlobený Bartovými triky, navrhne Marge, aby v telefonu aktivovala GPS a blokátor a vrátila ho Bartovi, což jí umožní sledovat každý Bartův pohyb a blokovat některé webové stránky. Říká, že takhle sledoval konkurenční herce, kteří mu „kradli“ filmové role, o které stál. 
Marge poněkud provinile aktivuje GPS a vrátí telefon Bartovi. Marge se podaří zabránit Bartovi ve sledování filmu s ratingem R, v hazardní hře na dostizích, ve vykopání hrobu a v tom, aby se při tricích na skateboardu zranil. Bart si uvědomí, že dokud ho Marge a Homer budou mít pod neustálým dohledem, nemůže se bavit, a rozhodne se se zbytkem rodiny meditovat. Líza zjistí, že rodiče Barta špehují, a šokovaná Marginou nespravedlností ji za to konfrontuje. Když Marge odmítá uznat, že zneužívá Bartovo soukromí, rozhodne se Líza říct Bartovi, co se děje. Bart se chce pomstít, odinstaluje z telefonu software rodičovské kontroly a přiváže GPS čip k noze tangary šarlatové, která odletí. Marge, jež si myslí, že pták je Bart, se domnívá, že Bart utíká z domova. Zatímco Homer, Líza, Marge a Maggie provádějí celostátní pátrání po Bartovi, Líza si uvědomí, že pták je tím, co pronásledovali. Po prověření výzkumu na svém notebooku zjistí, že pták migruje na Machu Picchu, místo jejího vysněného výletu, který si nemohli dovolit. S tímto vědomím Líza záměrně pustí ptáka na svobodu, aby ho rodina mohla pronásledovat na Machu Picchu. 
Bart si přes den vychutnává nově nabytou svobodu, ale v noci se rychle začne bát být sám. Když Simpsonovi dorazí na Machu Picchu, pokračují v hledání Barta. Marge, přestože je vyčerpaná, přísahá, že bude Barta více chránit, ale Líza ji přesvědčí, aby si odpočinula pod sochou starobylého peruánského boha nebe. Marge rychle usne a je okamžitě vtažena do snu, v němž jí Bůh nebe ukazuje starověké Peru. Učí ji, jak v průběhu dějin rodiče, kteří příliš vychovávali své děti, je nikdy nemohli osvobodit, a tak je dobyli conquistadoři a inčtí odpadlíci. Po probuzení se Marge dozvídá, že musí nechat Barta, aby se o sebe naučil postarat sám. Homer zjistí, že rodina celou dobu sledovala ptáka, díky čemuž si Marge uvědomí, kde je Bart. Po návratu do Springfieldu se Marge ptá Barta, jestli se mu po ní stýskalo. Bart řekne, že si nevšiml, že jsou pryč (už dva týdny), a tak Marge v depresi odejde nahoru. Když však dojde ke schodům, zastaví ji Bart, který ji rychle prosí, aby už nikdy neodcházela. Epizoda končí otázkou Lízy Homerovi: „Kde je Maggie?“. Jak se ukáže, rodina ji nechala na Machu Picchu, kde je uctívána.

## Produkce
Během společného čtení scénáře byla zahrnuta role určená pro Matta Damona, který se však v konečné verzi epizody neobjevil. Epizoda byla „věnována památce Paula Newmana“, který hostoval v dílu Telecí léta a zemřel devět dní před odvysíláním epizody.

## Kulturní odkazy
Ve švédských a australských barech, kam Bart žertovně volá, se objevují četné odkazy. Švédský bar se jmenuje „Inga-Bar Beerman“ v narážce na filmového režiséra Ingmara Bergmana, obraz barmana z profilu a další osoby v pozadí, která se dívá přímo do kamery, je vizuálním odkazem na Bergmanův film Persona z roku 1966. Australský barman připomíná Michaela „Krokodýla“ Dundeeho a jeho bar se jmenuje Crocodile Drunkee's, což obojí odkazuje na film Krokodýl Dundee z roku 1986. Ve výloze jeho baru je vidět částečná nálepka skupiny INXS a také album Business as Usual od Men at Work.
Skinner navíc hraje lidskou verzi arkádové hry Frogger, když se snaží přejít mezistátní silnici pro benzín. Marge při placení za mražený hrášek na splátky obdrží oznámení o inkasu od společnosti Allied Peas, jejíž firemní maskot se nápadně podobá Veselému zelenému obrovi, zatímco Bart, Milhouse a Nelson grilují lékořici Twizzlers. Bart navrhne manažerovi Learyho, aby objednal čepice New York Yankees a dresy Dereka Jetera. Leary je ve skutečnosti fanouškem Boston Red Sox, velkého rivala Yankees. Leary se narodil v Massachusetts a studoval na Emerson College v Bostonu.
Epizoda obsahuje dvě hudební montáže. Během montáže, kdy Homer a Marge sledují Barta, hraje píseň Elvise Costella „Watch Your Step“, zatímco při montáži Bartova zotavování z golfového míčku zní píseň Merleho Haggarda „Workin' Man Blues“.

## Přijetí
V původním vysílání díl sledovalo 7,43 milionu diváků a získal rating 3,6.
Robert Canning z IGN napsal: „Nebyla to hrozná epizoda, ale na takovou dějovou linku prostě nebyla dost vtipná. Přihoďte promarněného Denise Learyho a opravdu si začnete myslet, že Ztraceni s GPS mohli být mnohem víc.“. Epizodě udělil konečné hodnocení 6,7 z 10.
Erich Asperschlager z TV Verdict uvedl, že jde o „většinou solidní epizodu, působí jako promarněná příležitost pro seriál, který v dnešní době sklízí více reptání než chvály“.
Patrick D. Gaertner ze serveru Puzzled Pagan napsal: „Tenhle díl je tak neuvěřitelně divný, ale docela se mi líbí. Myšlenka, že Marge bude sledovat každý Bartův krok a narušovat veškeré jeho soukromí, je téma, které má potenciál být skvěle, nebo hrozně zpracované. A myslím, že tenhle díl se s tím vypořádal docela dobře. Zvlášť s tou poslední malou lekcí, kterou dostala v Machu Picchu, protože jinak epizoda působí trochu kostrbatě. Rada Dennise Learyho, že byste měli své dítě neustále sledovat, mi přijde super divná a vůbec se mi nelíbí. Ale naštěstí se zachránili díky kouzelnému Peruánci. A aby toho nebylo málo, tenhle díl je šílený. V této epizodě je tolik bizarních rozhodnutí, která by asi neměla fungovat, ale u mě fungovala. Je to ujeté a divné a má to napůl slušné poselství a to je něco, co u pozdějších dílů Simpsonových oceňuji.“.